# Fabula Nova Crystallis – Final Fantasy
Als Fabula Nova Crystallis – Final Fantasy (anfangs Fabula Nova Crystallis – Final Fantasy XIII) wird eine Sammlung von Final-Fantasy-Spielen bezeichnet, die erstmals auf der E3 2006 angekündigt wurde. Ursprünglich waren in der Serie die Spiele Final Fantasy XIII, Final Fantasy Versus XIII sowie Final Fantasy Agito XIII geplant, die die gleiche Mythologie teilen sollten. Später wurde die Sammlung noch mit Final Fantasy XIII-2 und Lightning Returns: Final Fantasy XIII erweitert. Final Fantasy Agito XIII wurde später in Final Fantasy Type-0 und Final Fantasy Versus XIII in Final Fantasy XV umbenannt. Final Fantasy XV ist allerdings nicht mehr Teil der Fabula Nova Crystallis.

## Mythologie
Die Spiele der Fabula Nova Crystallis teilen sich eine Schöpfungsgeschichte. Die Schöpfungsgeschichte beginnt mit dem Sieg des Gottes Bhunivelze über seine Mutter, die Göttin Mwynn. Nach diesem Sieg nimmt Bhunivelze den Platz seiner Mutter als Herrscher der Welt ein. Daraufhin verschwand Mwynn in die ungesehene Welt. Die sichtbare Welt war dem Untergang geweiht und Bhunivelze glaubte, dass seine Mutter die Welt verflucht hatte. Um diesen Fluch zu brechen, wollte Bhunivelze seine Mutter auslöschen. Doch, um dies zu schaffen, musste er erst das Tor in die ungesehene Welt finden, wo seine Mutter wartete. Nur mit seinem Willen erschuf er den ersten Fal’Cie Pulse, dessen Aufgabe es war, die Welt zu öffnen und das Tor zu Mwynn zu finden. Als zweiten Fal’Cie erschuf Bhunivelze Etro. Diese war jedoch nach dem Abbild seiner Mutter gestaltet, weshalb Bhunivelze sie fürchtete und ihr keine Kräfte gab. Bhunivelze erschuf deshalb den Fal’Cie Lindzei. Die Aufgabe von Lindzei war es, Bhunivelze vor allen zu beschützen, die ihn zerstören wollten und Lindzei sollte ihn auch wieder auferwecken, wenn die richtige Zeit gekommen war. Daraufhin erstarrte er zu Kristall und schlief ein.
Pulse, der die Welt vergrößern wollte, und Lindzei, der die Welt beschützen wollte, erschufen weitere zahlreiche Fal’Cie und L’Cie. Etro konnte nichts tun, da sie von Bhunivelze keine Macht erhalten hatte. Sie dachte an ihre Mutter, nach deren Abbild sie geschaffen worden war, und entriss sich ihres Körpers. Ihr Blut strömte auf die Erde und Etro verschwand aus der sichtbaren Welt. Aus dem Blut, das auf die Erde floss, entstand die Menschheit. Kreaturen, die nur existieren, um zu sterben. Der Untergang der sichtbaren Welt war jedoch kein Fluch Mwynns, sondern Schicksal. Die Welt war in eine sichtbare und eine unsichtbare Hälfte geteilt. Wenn das Gleichgewicht der beiden Teile aufhören würde, würde die gesamte Welt zerstört. Doch Mwynn konnte nichts dagegen unternehmen, da sie vom Chaos der unsichtbaren Welt verschlungen wurde. Kurz vor Mwynns Tod kam Etro zu ihr. Dieser befahl Mwynn das Gleichgewicht der Welt zu schützen. Danach wurde sie endgültig vom Chaos verschlungen. Etro jedoch verstand die Bedeutung von Mwynns Worten nicht und sie war einsam. Sie fühlte sich jedoch mit den Menschen, die nur lebten, um zu sterben, verbunden. Als die Menschen starben, freute sich Etro und gab ihnen Chaos. Die Menschen nannten das Chaos, das sie von Etro erhalten hatten, Herz. Die Herzen der Menschen würden zu ihrer Stärke werden, doch wussten diese davon noch nichts. Nach kurzer Zeit nannten sie Pulse den mächtigen Herrscher, Lindzei nannten sie ihren Beschützer und Etro nannten sie den Tod. Die Menschen lebten mit dem Chaos in der sichtbaren Welt. Da sie das Chaos so nah bei sich trugen, war die Welt wieder im Gleichgewicht. Bhunivelze schlief währenddessen bis zum Ende der Ewigkeit weiter als Kristall.

## Spiele

### Final Fantasy XIII
Final Fantasy XIII wurde erstmals auf der E3 2006 angekündigt. Der Veröffentlichungstermin wurde dabei mehrfach verschoben, bis das Spiel am 17. Dezember 2009 in Japan und am 9. März 2010 in Europa und Nordamerika veröffentlicht wurde. Hinsichtlich der Technologie der Spielwelt stellt Final Fantasy XIII den fortschrittlichsten Teil dar.

### Final Fantasy XIII-2
Final Fantasy XIII-2 wurde im Rahmen der Square Enix 1st Production Department Premiere im Januar 2011 angekündigt. Es erschien am 15. Dezember 2011 in Japan, am 31. Januar 2012 in Nordamerika und am 3. Februar 2012 in Europa.

### Lightning Returns: Final Fantasy XIII
Lightning Returns: Final Fantasy XIII ist der dritte Teil der Lightning-Saga innerhalb der Fabula Nova Crystallis. Das Spiel wurde am 1. September 2012 im Rahmen des Final Fantasy 25th Anniversary angekündigt. Zeitlich ist das Spiel mehrere Jahrhunderte nach Final Fantasy XIII-2 und 13 Tage vor dem endgültigen Weltuntergang angesiedelt. Dabei haben alle durchgeführten Handlungen Auswirkungen auf die verbleibende Zeit bis zum Weltuntergang. Das Spiel soll über ein überarbeitetes Kampfsystem verfügen, bei dem auch das Blocken von gegnerischen Angriffen möglich ist. In Japan wurde das Spiel am 21. November 2013 und in Nordamerika und Europa am 11. und 14. Februar 2014 veröffentlicht.

### Final Fantasy Versus XIII
Final Fantasy Versus XIII wurde zusammen mit Final Fantasy XIII auf der E3 2006 angekündigt. Der Veröffentlichungstermin wurde dabei mehrfach verschoben. Die Spielwelt von Final Fantasy Versus XIII ist technologisch in etwa auf dem Stand der Gegenwart. Auf der E3 2013 wurde das Spiel in Final Fantasy XV umbenannt und erschien am 29. November 2016 für die PlayStation 4 und Xbox One. Es ist allerdings nicht mehr Teil der Fabula Nova Crystallis, da der Plot im Laufe der Entwicklung auch verändert wurde.

### Final Fantasy Type-0
Final Fantasy Type-0 sollte ursprünglich unter dem Titel Final Fantasy Agito XIII als Handy-Spiel nur in Japan erscheinen. Später wurde dies jedoch verworfen und eine Entwicklung für die PlayStation Portable festgelegt. Das Spiel erschien am 27. Oktober 2011 in Japan. Square Enix hat angekündigt, dass eine Version für die PlayStation 4 und Xbox One erscheinen werde. Diese wurde im März 2015 weltweit veröffentlicht. Wenig später folgte die Veröffentlichung auf PC.